# Chaubardiella dalessandroi
Chaubardiella dalessandroi là một loài thực vật có hoa trong họ Lan. Loài này được Dodson & Dalström mô tả khoa học đầu tiên năm 1984.